# Razpad SFR Jugoslavije
Razpad Jugoslavije se je zgodil kot posledica vrste političnih pretresov in konfliktov v zgodnjih devetdesetih letih. Po obdobju politične in gospodarske krize v 80. letih dvajsetega stoletja so se zvezne republike Socialistične federativne republike Jugoslavije osamosvojile, vendar so nerešena vprašanja povzročila hude medetnične jugoslovanske vojne. Vojne so prizadele predvsem Hrvaško in Bosno in Hercegovino ter nekaj let pozneje tudi Kosovo.
Po zmagi zaveznikov v drugi svetovni vojni je bila Jugoslavija ustanovljena kot federacija šestih republik z mejami po etničnih in zgodovinskih linijah: Slovenije, Hrvaške, Bosne in Hercegovine, Srbije, Črne gore in Makedonije. Poleg tega sta bili znotraj Srbije ustanovljeni dve avtonomni pokrajini: Vojvodina in Kosovo. Vsaka od republik je imela svojo podružnico Zveze komunistov Jugoslavije in vladajočo elito, morebitne napetosti pa so se reševale na zvezni ravni. Jugoslovanski model državne organizacije, pa tudi »srednja pot« med načrtnim in liberalnim gospodarstvom
, država pa je do 80. let dvajsetega stoletja pod diktatorsko vladavino doživela obdobje relativne politične stabilnosti. Po smrti Josipa Broza Tita leta 1980 se oslabljen sistem zvezne vlade ni mogel spopasti z naraščajočimi gospodarskimi in političnimi izzivi.
V osemdesetih letih dvajsetega stoletja so kosovski Albanci začeli zahtevati, da se njihovi avtonomni pokrajini podeli status konstitutivne republike, začenši s protesti leta 1981. Etnične napetosti med Albanci in kosovskimi Srbi so ostale visoke skozi vse desetletje, kar je povzročilo rast srbskega nasprotovanja visoki avtonomiji pokrajin in neučinkovitemu sistemu konsenza na federalni ravni po vsej Jugoslaviji, kar je bilo videti kot ovira za srbske interese. Leta 1987 je na oblast v SR Srbiji prišel Slobodan Milošević in z vrsto populističnih potez pridobil nadzor nad Kosovom, Vojvodino in Črno goro, s čimer je pridobil visoko raven podpore med Srbi za svojo centralistično politiko. Miloševiću so nasprotovali vodje strank zahodnih konstitutivnih republik Slovenije in Hrvaške, ki so se zavzemali tudi za večjo demokratizacijo države v skladu z revolucijami leta 1989 v Vzhodni Evropi. Zveza komunistov Jugoslavije se je januarja 1990 razpustila po zvezni liniji. Republikanske komunistične organizacije so postale ločene socialistične stranke.
Leta 1990 so socialisti (nekdanji komunisti) na prvih večstrankarskih volitvah po vsej državi izgubili oblast pred etničnimi separatističnimi strankami, razen v Srbiji in Črni gori, kjer so zmagali Milošević in njegovi zavezniki. Nacionalistična retorika na vseh straneh je postajala vse bolj napeta. Med junijem 1991 in aprilom 1992 so štiri konstitutivne republike razglasile neodvisnost (federativni sta ostali le Srbija in Črna gora), vendar je status etničnih Srbov zunaj Srbije in Črne gore ter status etničnih Hrvatov zunaj Hrvaške ostal nerešen. Po nizu medetničnih incidentov so se začele jugoslovanske vojne, najprej v Sloveniji, nato na Hrvaškem, kasneje pa v večetnični Bosni in Hercegovini. Vojne so v državah pustile gospodarsko in politično škodo, ki se je še vedno čutila desetletja pozneje.

## Ozadje
Pred razpadom je bila Socialistična federativna republika Jugoslavija regionalna industrijska sila s priznanim gospodarskim uspehom. Od leta 1960 do 1980 je letna rast bruto domačega proizvoda (BDP) znašala povprečno 6,1 %, zdravstvena oskrba je bila brezplačna, pismenost 91 %, pričakovana življenjska doba pa 72 let. Pred letom 1991 so bile oborožene sile Jugoslavije med najbolje opremljenimi v Evropi.
Jugoslavija je bila enotna država, ki se je povezovala tako z vzhodom kot tudi z zahodom. Poleg tega je bil njen predsednik Josip Broz Tito eden od ustanoviteljev, pa tudi inspirator tako imenovanega "tretjega sveta" ali "Skupine 77", ki je služila kot politična/ekonomska alternativa obema velesilama. Še pomembneje je, da je Jugoslavija delovala kot tamponska država med Zahodom in Sovjetsko zvezo in je preprečila Sovjetom pridobitev pristanišča na Sredozemskem morju.
Nadzor centralne vlade je začel popuščati zaradi naraščajočih nacionalističnih protestov in želje Komunistične partije, da podpre "nacionalno samoodločbo". To je vključevalo preoblikovanje Kosova v avtonomno regijo Srbije, ki je bila naložena z ustavi iz leta 1974. Ta ustava je prekinila pristojnosti med glavnim mestom in avtonomnimi pokrajinami Vojvodine, območjem Jugoslavije, naseljenim z velikim številom etničnih manjšin, in Kosovo, z dosledno prisotnostjo Albancev.
Kljub federativnemu ustroju nove Jugoslavije je še vedno obstajala napetost med federalisti, predvsem Slovenci in Hrvati, ki so se zavzemali za večjo avtonomijo, in unitaristi, predvsem Srbi. Boj je potekal v več krogih protestov za pridobitev več individualnih in nacionalnih pravic, ki so dosegli vrhunec s hrvaško pomladjo in kasnejšo represijo. Ustava iz leta 1974 je bila poskus kratkega stika s tem vzorcem s krepitvijo zveznega modela in formalizacijo nacionalnih zakonov. 
Ohlapen nadzor je Jugoslavijo bistveno spremenil v dejansko konfederacijo, kar je spodkopalo tudi legitimnost režima znotraj federacije. Od poznih sedemdesetih let dvajsetega stoletja je naraščajoča vrzel v gospodarskih virih med razvitimi in nerazvitimi regijami Jugoslavije še dodatno poslabšala enotnost federacije. Razvitejši republiki, Slovenija in Hrvaška, sta zavrnili poskuse omejitve svoje avtonomije, kot je to določala ustava iz leta 1974. Slovensko javno mnenje je leta 1987 videlo boljše gospodarske priložnosti po osamosvojitvi od Jugoslavije. Bili so tudi kraji, ki niso imeli nobene gospodarske koristi od zveze z Jugoslavijo; na primer, avtonomna pokrajina Kosovo je bila nerazvita in BDP na prebivalca je padel s 47 % jugoslovanskega povprečja v neposrednem povojnem obdobju na 27 % v 80. letih dvajsetega stoletja. Ti podatki so poudarili velike razlike v kakovosti življenja v različnih republikah. 
Gospodarsko rast je zavirala kombinacija zahodnih trgovinskih ovir in naftna kriza leta 1973. Zaradi gospodarske krize se je bila Jugoslavija prisiljena močno zadolževati pri MDS. Poleg tega je MDS kot pogoj za prejemanje nadaljnjih posojil zahteval "liberalizacijo trga". Leta 1981 je imela Jugoslavija 19,9 milijarde dolarjev zunanjega dolga. Druga skrb je bila stopnja brezposelnosti 1 milijona ljudi, ki je bila dosežena okoli 80. let dvajsetega stoletja. Temu problemu se je pridružila razširjena »neproduktivnost juga«, ki ni prispevala le k gospodarskim vojnam Jugoslavije, temveč je dodatno razjezila produktivnejšo Slovenijo in Hrvaško.

## Vzroki
Z ustavo iz leta 1974 je funkcijo predsednika Jugoslavije nadomestilo jugoslovansko predsedstvo, osemčlanski kolektivni vodja države, ki ga sestavljajo predstavniki šestih republik in, sporno, dveh avtonomnih pokrajin Socialistične republike Srbije, PSA Kosovo in PSA Vojvodina.
Od ustanovitve Socialistične Jugoslavije leta 1945 je Konstitutivna Socialistična republika Srbija (RS Srbija) vključevala dve avtonomni pokrajini PSA Kosovo in PSA Vojvodina. Z ustavo iz leta 1974 se je vpliv centralne vlade SR Srbije na pokrajine močno zmanjšal, kar jim je zagotovilo zelo iskano avtonomijo. Vlada Socialistične republike Srbije ni mogla sprejemati določenih odločitev, ki so jih proizvajale in izvajale pokrajine, pokrajine, ki so v vsakem primeru imele glas v jugoslovanskem predsedstvu, glas včasih ne vedno v prid RE Srbije. V Srbiji je bilo veliko zamere do teh vedenj, vedenj, ki so jih srbski nacionalisti videli kot poskus "razdelitve Srbije". Ustava iz leta 1974 ni samo poslabšala strahu etničnih Srbov, da bi se v prihodnosti znašli v "šibki Srbiji, v močni Jugoslaviji", ampak je udarila tudi v srce nacionalističnih čustev. Večina Srbov je Kosovo smatrala za "zibelko naroda" in ni sprejela možnosti, da bi ga izgubili zaradi prisotnosti večine albanskega prebivalstva v regiji. 
Da bi zagotovil svojo zapuščino, je Titova ustava iz leta 1974 vzpostavila sistem letnih predsedstev, ki so se rotirali med osmimi voditelji republik in avtonomnih pokrajin. Titova smrt je pokazala, da so bili tako kratki mandati v predsedniški rotaciji zelo neučinkoviti. Pravzaprav je povzročil vakuum moči, ki je trajal večino osemdesetih let.
Edvard Kardelj, podpredsednik jugoslovanske vlade, je umrl 10. februarja 1979. Njegova smrt je povzročila odhod generacije komunistov, ki je ustvarila Titovo Jugoslavijo.

### Smrt Tita in oslabitev komunizma
Josip Broz Tito, predsednik jugoslovanske vlade in voditelj države, je umrl 4. maja 1980. Njegova smrt je bila objavljena na televiziji še isti dan, zvečer. Njegova smrt je odstranila tisto, kar so številni mednarodni politični opazovalci videli kot glavno združevalno silo Jugoslavije, nato pa so se začele krepiti etnične napetosti. Kriza, ki se je pojavila v Jugoslaviji, je bila tudi odraz oslabitve komunističnih držav v vzhodni Evropi proti koncu hladne vojne, ki je privedla do padca berlinskega zidu leta 1989. V Jugoslaviji je nacionalna komunistična partija, uradno imenovana Zveza komunistov, tako izgubila svojo ideološko moč.
Leta 1986 je Srbska akademija znanosti in umetnosti (SANU) bistveno prispevala k dvigu nacionalističnih čustev, medtem ko je pripravila kontroverzni memorandum Sanu, ki je odkrito kritičen do oslabitve srbske centralne vlade. 
Nasprotja v srbski avtonomni pokrajini PSA Kosovo med Srbi in Albanci so eksponentno rasla. To je skupaj z gospodarskimi težavami povzročilo povečanje srbske zamere med Albanci nad ustavo iz leta 1974. Kosovski Albanci so v zgodnjih 80. letih dvajsetega stoletja začeli zaprositi za status konstitutivne republike, zlasti med protesti leta 1981. Te proteste so Srbi obravnavali kot uničujoč udarec njihovemu ponosu zaradi zgodovinskih vezi, ki so jih vedno imeli s Kosovom. Razumelo se je, da bi bila ta odcepitev za kosovske Srbe uničujoča. To je na koncu pripeljalo do zatiranja albanske večine.
Medtem pa sta bolj uspešni republiki Slovenija in Hrvaška zahtevali več decentralizacije in demokracije.
Zgodovinar Basil Davidson je trdil, da je "zatekanje k etnični pripadnosti" kot razlaga konflikta psevdoznanstveni nesmisel. "Tudi stopnja jezikovnih in verskih razlik" je bila manj pomembna, kot so običajno trdili novinarji. Med obema glavnima skupnostma, Srbi in Hrvati, trdi Davidson, "izraz 'etnično čiščenje' sploh ni imel smisla". Davidson se strinja s Susan Woodward, strokovnjakinjo za balkanske zadeve, ki je našla "motivirajoče vzroke za razpad v gospodarskih okoliščinah in njegovih hudih pritiskih". 

### Gospodarski zlom in mednarodna klima
Ko je Tito do svoje smrti leta 1980 vodil Jugoslavijo, se je njegova politika zavzemala za hitro gospodarsko rast, zelo visoko rast v sedemdesetih letih. Vendar pa je prevelika ekspanzija gospodarstva povzročila inflacijo in pahnila Jugoslavijo v gospodarsko recesijo. 
Velik problem za Jugoslavijo je bil velik dolg, ki je nastal v sedemdesetih letih, ki se je kasneje v 80. letih izkazal za težko odplačljivega. Dolg, ki je bil prvotno ocenjen na 6 milijard ameriških dolarjev, se je izkazal za blizu 21 milijard ameriških dolarjev, kar je ogromno za revno državo, kot je Jugoslavija. Leta 1984 je Reaganova administracija objavila zaupni dokument, Direktivo o nacionalni varnostni odločbi 133, v kateri je izrazila zaskrbljenost, da bi obremenitev jugoslovanskega dolga lahko povzročila, da se država uskladila s sovjetskim blokom.
Med letoma 1987 in 1988 se je razvil val velikih stavk, ko so delavci zahtevali višje plače, da bi nadomestili inflacijo, saj je Mednarodni denarni sklad pozval k prenehanju različnih subvencij. Končno je varčevalna politika v ospredje postavila napetosti med republikami, ki so veljale za "bogate", republikami, kot sta Slovenija in Hrvaška, proti "revnejšim" republikam, kot je Srbija. Tako Slovenija kot Hrvaška sta menili, da preveč prispevata v zvezni proračun za podporo republikam, ki jih »nimajo«, medtem ko je Srbija želela, da bi Hrvaška in Slovenija plačali več v zvezni proračun, da bi ju podprli v obdobju varčevanja. V Srbiji so se zavzemali za večjo centralizacijo odločitev, da bi Hrvaško in Slovenijo prisilil, da več prispevata v zvezni proračun, zahteve, ki so bile v celoti zavrnjene.
Ker prisotnost komunistične države zunaj sovjetskega bloka ni bila več potrebna, kar je bilo koristno za destabilizacijo sovjetskega bloka in sprostitev napetosti s Sovjetsko zvezo, potem ko je Mihail Gorbačov postal voditelj leta 1985, zahodni narodi niso bili več pripravljeni biti radodarni pri prestrukturiranju dolgov Jugoslavije. Zunanji status quo, od katerega je bila odvisna preživetja Komunistične partije, se je začel rušiti. Poleg tega je padec komunizma po vsej Srednji in Vzhodni Evropi znova prinesel na površje vsa notranja nasprotja Jugoslavije, gospodarsko neučinkovitost, kronično pomanjkanje produktivnosti, ki jih je spodbudila odločitev voditeljev države, da izvajajo politiko polne okupacije, in etnične-verske napetosti. Neuvrščenost Jugoslavije je povzročila preveliko posojanje obeh blokov velesil. Ta stik z ZDA in Zahodom je odprl trge Jugoslavije pred preostalo srednjo in vzhodno Evropo. Osemdeseta so bila desetletje močne prisotnosti zahodnih gospodarskih ministrov v Jugoslaviji. Leta 1990 je ameriška politika vztrajala pri varčevalnem programu, šok terapiji, ki je bila naložena nekdanjim državam Comecon. Ta program so podprli MDS in druge organizacije "kot pogoj za nove kapitalske injekcije."    

## Rast nacionalizma v Srbiji (1987-1989)

### Slobodan Milošević
Leta 1987 je bil srbski komunistični uradnik Slobodan Milošević poslan posredovati v etničnem protestu pod vodstvom Srbov proti albanski upravi PSA Kosovo. Milošević je bil do takrat brezkompromisen komunist, ki je vse oblike nacionalizma oznanjal kot izdajo, kot je na primer obsodil Sanujev memorandum kot "nič drugega kot obliko temnega nacionalizma". Vendar je bila avtonomija Kosova v Srbiji vedno obravnavana kot nepriljubljena politika, zato je Milošević izkoristil situacijo in se oddaljil od tradicionalne komunistične nevtralnosti glede tega vprašanja. 
Milošević je Srbom zagotovil, da se bo njihovo grdo ravnanje s strani etničnih Albancev na Kosovu ustavilo. Nato je začel kampanjo proti vladajoči komunistični eliti SR Srbije in pozival k zmanjšanju avtonomije Kosova in Vojvodine. Ta dejanja so ga naredila priljubljenega pri Srbih in pripomogla k njegovemu vzponu na oblast. Milošević in njegovi zavezniki so organizirali agresivno nacionalistično agendo oživljanja SR Srbije v Jugoslaviji, ki je obljubljala reforme in zaščito za vse Srbe.  

Vladajoča stranka SFR Jugoslavije je bila Zveza komunistov Jugoslavije (SKJ), sestavljena politična stranka, sestavljena iz osmih lig komunistov iz šestih republik in dveh avtonomnih pokrajin. Zveza komunistov Srbije (SKS) je vladala SR Srbiji. Na valu nacionalističnega čustva in na novo pridobljene priljubljenosti na Kosovu je Slobodan Milošević, predsednik Zveze komunistov Srbije (SKS) od maja 1986, postal najmočnejši politik v Srbiji, premagal je svojega nekdanjega mentorja, predsednika Srbije, Ivana Stambolića na osmi seji Zveze komunistov Srbije, ki je potekala 22. septembra 1987. Na demonstracijah leta 1988 v Beogradu je Milošević pojasnil svoje dojemanje položaja SR Srbije v Jugoslaviji, rekoč: 
»Doma in v tujini se srbski sovražniki množijo proti nam. Povemo jim: "Ni nas strah, ne bomo se umaknili." 

(Slobodan Milošević, 19. november 1988)
Ob neki drugi priložnosti je zasebno izjavil:
»Srbi bomo delovali v interesu Srbije, ne glede na to, ali bomo to počeli v skladu z ustavo ali ne, ali bomo to storili v skladu z zakonom ali ne, ali bomo to storili v skladu s statutom stranke ali ne. "

(Slobodan Milošević) 

### Protibirokratska revolucija
Protibirokratska revolucija se je začela z vrsto protestov v Srbiji in Črni gori, ki jih je organiziral Milošević, da bi svoje privržence namestil v PSA Vojvodina, PSA Kosovo in Socialistična republika Črna gora, medtem ko je poskušal izriniti svoje tekmece. Oktobra 1988 je vlada Črne gore preživela državni udar, januarja 1989 pa niti sekunde. 
Poleg same Srbije bi Milošević zdaj lahko v Svet jugoslovanskega predsedstva vsilil predstavnike obeh pokrajin in Socialistične republike Črne gore. Isto orodje, ki je prej zmanjševalo srbski vpliv, je bilo zdaj uporabljeno za njegovo povečanje: kot osemčlansko predsedstvo je Milošević lahko računal na najmanj štiri glasove: SR Črna Gora, po lokalnih dogodkih, njegov prek SR Srbije, zdaj pa PSA Vojvodina in PSA. Kosovo tudi. V seriji shodov, imenovanih "Zbor resnice", je Miloševićevim privržencem uspelo strmoglaviti lokalne oblasti in jih zamenjati z njegovimi zavezniki.
Po teh dogodkih so februarja 1989 albanski rudarji Kosova organizirali stavko in zahtevali ohranitev avtonomije, ki je bila zdaj ogrožena. To je prispevalo k etničnemu konfliktu med albanskim in srbskim prebivalstvom v pokrajini. V osemdesetih letih dvajsetega stoletja so etnični Albanci predstavljali 77 % prebivalstva na Kosovu. 
Junija 1989, ob 600. obletnici zgodovinskega poraza Srbije na Kosovu, je imel Slobodan Milošević govor na Gazimestanu pred 200.000 Srbi s srbsko nacionalistično tematiko, ki je namerno obudila srbsko srednjeveško zgodovino. Miloševićev odgovor na nesposobnost federalnega sistema je bila centralizacija vlade. Glede na to, da sta Slovenija in Hrvaška gledali naprej v osamosvojitev, se je to štelo za nesprejemljivo.

### Vpliv
Medtem sta SR Slovenija in SR Hrvaška še vedno podpirali albanske rudarje in njihov boj. Slovenski mediji so objavili prispevke, v katerih so Miloševića primerjali s fašističnim diktatorjem Benitom Mussoliniem. Milošević je trdil, da je ta kritika neutemeljena in je pomenila "širjenje strahu pred Srbijo" Miloševićevi državni mediji so v odgovoru trdili, da Milan Kučan, vodja Zveze komunistov Slovenije, podpira separatizem Kosova in Slovenije. Začetne stavke na Kosovu so se spremenile v obsežne demonstracije, ki so pozivale, naj Kosovo postane sedma republika. To je razjezilo vodstvo Srbije, ki je začelo uporabljati policijo, kasneje pa tudi zvezno vojsko (JLA).
Februarja 1989 je bil Albanec Azem Vllasi, predstavnik Kosova v predsedstvu, prisiljen odstopiti in ga je zamenjal Miloševićev zaveznik. Albanski protestniki so zahtevali, da se Vllasi vrne v domovino, Vllasijeva podpora demonstracijam pa je povzročila, da so se Milošević in njegovi zavezniki odzvali z navedbo, da gre za "protirevolucijo proti Srbiji in Jugoslaviji", in zahtevali, da jugoslovanska zvezna vlada premaga albanske norce. Milošević je zaradi velikega protesta v Beogradu pred jugoslovanskim parlamentom okrepil razmere, zahvaljujoč Miloševićevim srbskim podpornikom, ki so prosili jugoslovanske vojaške sile, naj okrepijo svojo prisotnost na Kosovu, da bi zaščitile Srbe in končale stavko. 
27. februarja 1989 je predstavnik SR Slovenije v kolektivnem predsedstvu Jugoslavije Milan Kučan nasprotoval zahtevam Srbov in iz Beograda odpotoval v SR Slovenijo, kjer se je udeležil zasedanja v Cankarjevem domu v Ljubljani, ki je bilo soorganizirano z demokratičnimi silami opozicije in na katerem so javno podprli prizadevanja albanskih protestnikov, ki so zahtevali izpustitev Vllasija. V dokumentarnem filmu BBC "Smrt Jugoslavije" iz leta 1995 je Kučan trdil, da je bil leta 1989 zaskrbljen zaradi uspehov Miloševićeve protibirokratske revolucije v srbskih pokrajinah in Črni gori, da bo njegova majhna republika naslednja tarča političnega udara podpornikov Miloševića, če ne bi preprečili državnega udara na Kosovu. Srbska državna televizija je Kučana obsodila in ga označila za separatista, izdajalca in zagovornika albanskega separatizma.

V Beogradu so se nadaljevali srbski protesti in zahtevali ukrepanje na Kosovu. Milošević je naložil komunističnemu predstavniku Petru Gračaninu, naj poskrbi za nadaljevanje protesta, ko je razpravljal o vprašanjih na Svetu Zveze komunistov, da bi drugi člani spoznali, da je na njegovi strani ogromna podpora pri zajezitvi albanske stavke v Kosovo. Tiskovni predstavnik srbskega parlamenta Borisav Jović, močan Miloševićev zaveznik, se je srečal s sedanjim predsednikom jugoslovanskega predsedstva, bosanskim predstavnikom Raifom Dizdarevićem, in zahteval, da zvezna vlada ugodi srbskim zahtevam. Dizdarević se je z Jovićem prepiral, češ da so organizirali demonstracije, oni pa so jih nadzorovali," Jović ni hotel prevzeti odgovornosti za dejanja protestnikov. Dizdarević se je nato odločil, da bo razmere poskušal umiriti s pogovorom z demonstranti s strastnim govorom za jugoslovansko enotnost, ki je izjavil:
»Naši očetje so umrli, da so ustvarili Jugoslavijo. Ne bomo šli na pot nacionalnega konflikta. Stopili bomo na pot bratstva in enotnosti."

(Raif Dizdarević, 1989.)
Ta izjava je dobila spoštovan aplavz, vendar se je protest kljub temu nadaljeval. Jović je kasneje navdušeno govoril z množico in dejal, da bo Milošević prišel podpreti njihov protest. Ko je prišel, je Milošević govoril z demonstranti in jim veselo povedal, da srbski narod zmaguje v boju proti starim partijskim birokratom. Nato je vzklik iz množice zavpil "aretirajte Vllasija". Milošević se je pretvarjal, da ni prav poslušal prošnje, vendar je množici izjavil, da bo vsak, ki se zaroti proti enotnosti Jugoslavije, aretiran in kaznovan, naslednji dan pa po nasvetu stranke v Srbiji potisnjen v pokornost sile. Jugoslovani so se prebili na Kosovo in Vllasija aretirali. 
Marca 1989 se je kriza v Jugoslaviji povečala po sprejetju amandmajev srbske ustave, ki so vladi republike omogočili ponovno potrditev učinkovite oblasti nad avtonomnima pokrajinama Kosovo in Vojvodina. Do takrat je bilo znotraj teh pokrajin zakonsko sprejetih več političnih odločitev, ki so privedle do glasovanja na ravni jugoslovanskega zveznega predsedstva (šest republik in dva člana avtonomnih pokrajin). 
Skupina srbskih privržencev z Miloševićevega Kosova, ki je prispevala k razrešitvi Vllasija, je izjavila, da gre v Slovenijo za organizacijo "Shoda resnice", operacije, s katero naj bi Milana Kučana obtožili jugoslavnske izdaje in zahtevali njegovo odstavitev. Vendar je poskus ponovitve protibirokratske revolucije v Ljubljani decembra 1989 propadel: srbski protestniki, ki so morali z vlakom v Slovenijo, so bili ustavljeni, ko je hrvaška policija v sodelovanju s slovensko policijo zaprla vse tranzite po njenem ozemlju.
V predsedstvu Jugoslavije so tedaj bili Srb Borisav Jović, tedanji predsednik predsedstva, Črnogorec Nenad Bućin, vojvodinski Jugoslovan in kosovski Riza Sapunxhiu, tvorili nekakšen »glasovalni blok«.

## Končna politična kriza (1990 — 1992)
Januarja 1990 je bil sklican XIV. izredni kongres Zveze komunistov Jugoslavije. Vladajoča jugoslovanska stranka Zveza komunistov Jugoslavije (SKJ) je bila v krizi. Večji del kongresa je bil s srbsko in slovensko delegacijo namenjen razpravi o prihodnosti Zveze komunistov in Jugoslavije. SR Hrvaška je srbskim protestnikom preprečila dostop do SR Slovenije. Srbska delegacija, ki jo je vodil Milošević, je pri članstvu v stranki vztrajala pri politiki "ena oseba, en glas", ki bi dala več moči največji etnični skupini stranke, to je Srbom. 
Po drugi strani so Slovenci in Hrvati poskušali reformirati Jugoslavijo tako, da so šestim republikam prenesli še večjo oblast. Posledično sta slovenska in hrvaška delegacija zapustili kongres 23. januarja 1990 in dejansko razpustili jugoslovansko stranko. Ta odločitev je skupaj z zunanjimi pritiski sprožila prevzem večstrankarskega sistema v vseh republikah. 

### Večstrankarske volitve
Leta 1990 so posamezne republike izvedle večstrankarske volitve, medtem ko nekdanji komunisti niso uspeli zmagati na ponovnih volitvah in večina izvoljenih vlad je sprejela nacionalistične politične platforme in obljubljala, da bodo ločeno zaščitile svoje nacionalistične interese. Na večstrankarskih parlamentarnih volitvah so nacionalisti premagali nekdanje komunistične stranke v Sloveniji 8. aprila 1990, na Hrvaškem 22. aprila in 2. maja 1990, v Makedoniji 11. in 25. novembra in 9. decembra 1990 ter v Bosni in Hercegovini 18. in 25. novembra 1990.
Na večstrankarskih parlamentarnih volitvah so preimenovane nekdanje komunistične stranke zmagale v Črni gori 9. in 16. decembra 1990 ter v Srbiji 9. in 23. decembra 1990. Poleg tega je Srbija za predsednika ponovno izvolila Slobodana Miloševića. Srbija in Črna gora sta vse bolj podpirali Jugoslavijo, v kateri so prevladovali Srbi. 

### Etnične napetosti na Hrvaškem
Na Hrvaškem je bila izvoljena Hrvaška nacionalistična demokratska zveza (HDZ), ki jo je vodil kontroverzni nacionalist Franjo Tuđman, z obljubo, da bo zaščitila Hrvaško pred Miloševićem z javno podporo hrvaški suverenosti. Hrvaški Srbi so bili previdni do Tuđmanove nacionalistične vlade, medtem ko so leta 1990 srbski nacionalisti v južnem hrvaškem mestu Knin organizirali in oblikovali separatistično enoto, znano kot SAO Krajina, ki je zahtevala, da ostane politično združena s preostalim srbskim prebivalstvom, če bi se Hrvaška odločila odcepiti. Srbska vlada je podprla upor hrvaških Srbov in trdila, da je bila Tuđmanova vlada za Srbe enakovredna fašistični marionetni vladi na oblasti med drugo svetovno vojno (NDH), vladi, ki je zagrešila genocid nad Srbi. Milošević je to uporabil za združevanje Srbov proti hrvaški vladi. 
Hrvaški Srbi v Kninu so pod vodstvom lokalnega policijskega inšpektorja Milana Martića poskušali pridobiti orožje za podporo hrvaškim Srbom, da bi organizirali uspešno vstajo proti hrvaški vladi. Hrvaški srbski politiki, vključno z županom Knina, so se avgusta 1990 srečali z Borisavom Jovićem, vodjo jugoslovanskega predsedstva, in ga pozvali, naj prepriča svet, da sprejme ukrepe za preprečitev ločitve Hrvaške od Jugoslavije, in izjavil, da v tem primeru prebiva srbsko prebivalstvo na Hrvaškem, katero bi bilo v nevarnosti v prisotnosti nacionalistične vlade pod vodstvom Tuđmana. 
Na sestanku je vojaški častnik Petar Gračanin hrvaške srbske politike poučil, kako naj organizirajo upor, in jim rekel, naj postavljajo barikade in sestavljajo kakršno koli orožje, češː »Če ne moreš dobiti nič drugega, uporabi puške iz lova«. Sprva je upor postal znan kot "revolucija hlodov", saj so Srbi zaprli ulice Knina s podrtimi drevesi, ki so Hrvatom preprečili vstop v Knin ali hrvaško obalno regijo Dalmacijo.  Dokumentarec BBC Smrt Jugoslavije je razkril, da je hrvaška TV takrat zavračala "revolucijo na brun" kot delo pijanih Srbov, s čimer je želela zmanjšati resno polemiko. A blokada je škodila hrvaškemu turizmu. Hrvaška vlada je zavrnila pogajanja s srbskimi separatisti in se je odločila, da bo upor ustavila s silo in poslala oborožene specialne enote s helikopterji, da bi zadušili upor.
Piloti so trdili, da so pripeljali "opremo" v Knin, a je posredovalo jugoslovansko zvezno letalstvo, ki je poslalo lovska letala, da bi jih prestregla, ter zahtevala, da se helikopterji vrnejo v svojo bazo ali pa jih izstrelijo. Za hrvaško vlado je ta akcija jugoslovanskega letalstva razkrila, da je Jugoslovanska ljudska armada vse bolj pod srbskim nadzorom. SAO Krajino je 21. decembra 1990 Srbski narodni svet pod vodstvom Milana Babića uradno razglasil za ločeno enoto. 
Avgusta 1990 je hrvaški parlament po revoluciji hlodov zamenjal svojega predstavnika Stipeta Šuvarja s Stjepanom Mesićem. Mesić je funkcijo začel opravljati šele oktobra 1990 zaradi protestov srbske strani, pozneje se je pridružil Makedoncu Vasilu Tupurkovskemu, Slovencu Janezu Drnovšku in Bosancu Bogiću Bogićeviču pri nasprotovanju zahtevam za razglasitev splošnega izrednega stanja, ki bi imelo dovoljenje za JLA uvesti vojno stanje.
Po prvih rezultatih večstrankarskih volitev so republike Slovenija, Hrvaška in Makedonija jeseni 1990 predlagale preoblikovanje Jugoslavije v svobodno federacijo šestih republik, vendar je Milošević vse te predloge zavrnil z argumentom, da tako kot Slovenci in Hrvati so imeli pravico do samoodločbe tudi Srbi. Srbske politike je vznemirila sprememba ubeseditve v hrvaški božični ustavi, ki je status etničnih Srbov na Hrvaškem spremenila iz "izrecno omenjena nacija (narod)" v "narod, ki je naveden skupaj z manjšinami" (narodi i manjine). 

## Osamosvojitev Slovenije in Hrvaške
Na referendumu o osamosvojitvi Slovenije, ki je potekal 23. decembra 1990, je za osamosvojitev glasovala velika večina prebivalcev: 88,5 % vseh volivcev (94,8 % udeležencev) je glasovala ZA osamosvojitev.
Januarja 1991 je jugoslovanska protiobveščevalna služba KOS (Kontraobaveštajna služba) pokazala posnetek tajnega srečanja z vzdevkom "Špegljeve kasete", kjer je potekal sestanek hrvaškega obrambnega ministra Martina Špeglja in drugih. Špegelj je med srečanjem sporočil, da je Hrvaška v vojni z jugoslovansko vojsko (JNA, Jugoslovenska Narodna Armija), ki daje navodila o tihotapljenju orožja in načinih ravnanja z vojaškimi častniki v hrvaških mestih. Nato je srbska vojska Špeglja želela obtožiti izdaje in nedovoljenega uvoza orožja, predvsem iz Madžarske.
Odkritje hrvaške trgovine z orožjem v kombinaciji s kninsko krizo, izvolitev osamosvojitvenih vlad v Bosni in Hercegovini, Hrvaški, Makedoniji in Sloveniji ter Slovenci, ki so se na referendumu o tem zavzemali za neodvisnost, so namigovali na to, da bi se Jugoslavija morala soočiti z neposrednim razpadom. 
1. marca 1991 je JNA zasedla položaj pri Pakracu, 9. marca 1991 pa so bili protesti v Beogradu zatrti s pomočjo vojske.

12. marca 1991 se je vodstvo srbske vojske srečalo s predsedstvom, da bi ga prepričalo, da razglasi izredno stanje, ki bi panjugoslovanski vojski omogočilo, da prevzame nadzor nad državo. Poveljnik jugoslovanske vojske Veljko Kadijević je izjavil, da je šlo za zaroto za uničenje države, in dejal:
»Izdelan je bil zahrbten načrt za uničenje Jugoslavije. Prva faza je državljanska vojna. Druga faza je tuja intervencija. Potem bodo po vsej Jugoslaviji vzpostavljeni marionetni režimi." 

(Veljko Kadijević, 12. marec 1991)
Ta izjava je dejansko pomenila, da so Srbi nove vlade, ki branijo neodvisnost republik, videli kot orodje Zahoda. Na insinuacijo se je jezno odzval hrvaški delegat Stjepan Mesić, ki je Jovića in Kadijevića obtožil, da sta poskušala uporabiti vojsko za ustvanovitev Velike Srbije in izjavil: "To pomeni vojna!". Jović in Kadijević sta nato pozvala delegate vsake republike, naj glasujejo o dovolitvi vojaškega stanja, in opozorila, da bi Jugoslavija verjetno razpadla, če ne bo vojnega stanja.
Na seji je bil izglasovan predlog za uvedbo vojnega stanja, ki bi omogočilo vojaško akcijo za konec krize na Hrvaškem z zagotavljanjem zaščite Srbom. Predlog je bil zavrnjen, pomembna in odločilna je bila vloga bosanskega delegata srbske narodnosti Bogića Bogićevića, ki je glasoval proti, saj je menil, da je diplomacija sposobna rešiti krizo. 
Jugoslovanska predsedniška kriza se je ustavila, ko je Kosovar Riza Sapunxhiu marca 1991 pri drugem glasovanju zavrnil zahtevo za razglasitev vojnega stanja. Jović je za kratek čas protestno odstopil, a se je kmalu vrnil. 16. maja 1991 je srbski parlament Sapunxhiua zamenjal s Sejdom Bajramovićem, Njada Bucina iz Vojvodine pa z Jugoslavom Kostićem. Te spremembe so praktično preprečile delovanje predsedstva, saj je srbska frakcija Miloševića v zveznem predsedstvu zagotovila štiri od osmih glasov, tako da je lahko preprečila vsako neugodno odločitev na zvezni ravni, kar je sprožilo nasprotovanje del drugih republik in poziva k reformi jugoslovanske federacije.
Po izteku Jovićevega mandata kot vodje kolektivnega predsedstva je Milošević namesto da bi mandat podelil Mesiću, vsilil Branku Kostiću, članu promiloševićeve vlade v Črni gori. 
Na referendumu o neodvisnosti Hrvaške, ki je potekal 2. maja 1991, je za glasovalo 93,24 odstotka. 19. maja 1991 je na Hrvaškem potekal drugi krog referenduma o ustroju jugoslovanske federacije. Vprašanje na glasovnici ni bilo eksplicitno, torej volivca ni neposredno spraševalo, ali je bolj ali manj za odcepitev. Na referendumu so volivca vprašali, ali se zavzema za Hrvaško, "ki je sposobna vstopiti v zavezništvo suverenih držav z drugimi republikami". Za predlog je glasovalo 78,69 % vseh volivcev, proti je glasovalo 1,2 %, vzdržanih pa se je 20,11 %. 
25. junija 1991 sta Slovenija in Hrvaška razglasili neodvisnost in se s tem odcepili od SFR Jugoslavije. 

## Začetek jugoslovanskih vojn

### Vojna v Sloveniji
26. junija 1991 zjutraj so enote XIII korpusa JLA zapustile svojo vojašnico na Reki na Hrvaškem in se premaknile proti državnim mejam Slovenije z Italijo. Ta poteza je takoj sprožila ostro reakcijo domačih Slovencev, ki so organizirali spontane barikade in demonstracije proti delovanju JLA. Spopadi se še niso začeli, obe strani pa sta, sprejeli neuradno politiko, da ne bi prvi sprožili vojne.
Takrat je slovenska vlada že uresničila svoj načrt o prevzemu nadzora tako nad ljubljanskim mednarodnim letališčem kot tudi nad slovenskimi mejami na mejah z Italijo, Avstrijo in Madžarsko. Osebje, ki je upravljalo mejne postojanke, je bilo v večini primerov že slovensko, zato je bil slovenski prevzem večinoma omejen na menjavo uniform in znakov, brez bojev. Z prevzemom nadzora nad mejami so Slovenci lahko vzpostavili obrambne položaje pred morebitnim napadom JLA. To je pomenilo, da bi morala JLA izstreliti prvi strel, prvi strel, ki je bil dejansko izstreljen 27. junija 1991 ob 14:30 v Divači.
Evropska skupnost je ob podpiranju njunih pravic do narodne samoodločbe pritiskala na Slovenijo in Hrvaško, da uvedeta trimesečni moratorij na svojo neodvisnost, dosežen z Brionskim sporazumom z dne 7. julija 1991, sporazumom, ki so ga priznali predstavniki vseh republik. V teh treh mesecih je jugoslovanska vojska zaključila svoj umik iz Slovenije, medtem ko so bila pogajanja o obnovi jugoslovanske federacije z diplomatom Lordom Carringtonom in članicami Evropske skupnosti skoraj končana. 25. oktobra 1991 je Slovenijo zapustil še zadnji jugoslovanski vojak. Lord Carrington je spoznal, da je Jugoslavija zdaj objektivno v stanju razpadanja, zato se je odločil, da mora vsaka republika sprejeti neizogibno neodvisnost drugih, skupaj z obljubo srbskemu predsedniku Miloševiću, da bo Evropska unija zagotovila zaščito srbskim prebivalcem izven Srbije.
Stališča Lorda Carringtona so bila vprašljiva ob božiču leta 1991, po nedavnem srečanju Nemčije s priznanjem Slovenije in Hrvaške. Razen tajnih pogajanj med zunanjima ministroma Genscherom (Nemčija) in Mockom (Avstrija) je bilo enostransko priznanje neželeno presenečenje za večino vlad EU in ZDA, s katerimi ni bilo predhodnega posvetovanja. Mednarodne organizacije, vključno z Združenimi narodi, niso bile naklonjene. Medtem, ko je bila Jugoslavija že v ruševinah propadanja, sta nemško priznanje separatističnih republik in delna avstrijska mobilizacija na meji verjetno stanje poslabšala. Predsednik Združenih držav Amerike George H.W. Bush je bil edini večji predstavnik moči, ki je nasprotoval. 
Milošević načrta ni hotel sprejeti z argumentom, da Evropska skupnost nima pravice razpustiti Jugoslavije, kar ni bilo v interesu Srbov, saj bi srbski narod razdelil na štiri republike (Srbijo, Črno goro, Bosno in Hercegovino in Hrvaška). Carrington se je odzval tako, da je problem dal na glasovanje, na katerem so vse ostale republike, vključno s Črno goro, ki je pod vodstvom Momirja Bulatovića sprva pristala na načrt, ki bi razpustil Jugoslavijo. Vendar je Črna gora po močnem pritisku Srbije na predsednika Črne gore spremenila svoje stališče in nasprotovala razpadu Jugoslavije. 

### Vojna na Hrvaškem
Z incidentom na Plitviških jezerih konec marca / v začetku aprila 1991 je izbruhnila hrvaška vojna za neodvisnost med hrvaško vlado in uporniškimi etničnimi Srbi v SAO Krajini, ki jih je močno podpirala JLA, ki jo zdaj nadzirajo Srbi. 1. aprila 1991 je SAO Krajina izjavila, da bo zapustila Hrvaško. Takoj po razglasitvi hrvaške neodvisnosti so hrvaški Srbi ustanovili tudi SAO Zahodne Slavonije in SANO Vzhodno Slavonijo, Baranjo in Zahodni Srijem. Te tri regije so se 19. decembra 1991 združile v Srbsko republiko Krajino (RSK). 
Druge pomembne entitete na vzhodu Hrvaške, kjer so prevladovali Srbi, so napovedale, da so se pridružile SAO Krajini. V tem času je Zagreb že prenehal pošiljati davke Beogradu, zato so bili hrvaški in srbski subjekti prisiljeni storiti enako. Ponekod je jugoslovanska vojska delovala kot varovalni pas, drugje je pomagala Srbom pri spopadu z novo hrvaško vojsko in policijo.
Zaradi razpada Jugoslavije so se napadi ksenofobičnega in etničnega sovraštva močno povečali, kar se je pokazalo med vojno na Hrvaškem. Propaganda s hrvaške in srbske strani širi strah in trdi, da bosta obe strani krivi za zatiranje s pretiravanjem števila smrtnih žrtev, da bi povečali podporo svojega prebivalstva. V prvih mesecih vojne sta jugoslovanska vojska in mornarica pod prevlado Srbije namerno bombardirali civilna območja Splita in Raguse ter sosednje hrvaške vasi. Jugoslovanski mediji so trdili, da so ta dejanja služila odpravi tako ustaškofašističnih sil kot mednarodnih teroristov, prisotnih v mestih.
Preiskave ZN so pokazale, da takrat v Ragusi ni bilo takšnih sil. Kasneje se je hrvaška vojaška navzočnost povečala. Črnogorski premier Milo Đukanović, takrat Miloševićev zaveznik, se je pritožil na črnogorski nacionalizem in obljubil, da bo osvojitev Raguze omogočila širitev Črne gore v mesto, za katerega je trdil, da je bilo zgodovinsko del mesta Črne gore in obsodil sedanje meje, kot da so jih "risali stari in slabo izobraženi boljševiški kartografi".
Hkrati je srbska vlada nasprotovala svojim črnogorskim zaveznikom z izjavami srbskega premierja Dragutina Zelenovića, ki je trdil, da je bila Raguza zgodovinsko srbska, ne črnogorska. Mednarodni mediji so bili zelo pozorni na bombardiranje Raguze in trdili, da je to Miloševićev dokaz, da si je po razpadu Jugoslavije prizadeval za ustvarjanje Velike Srbije, domnevno s pomočjo podrejenih črnogorskih poglavarjev Bulatovića in nacionalističnih Srbov v Črna gora, za spodbujanje podpore Črne gore pri ponovnem zavzetju Raguse. 
V Vukovarju so ob vstopu jugoslovanske vojske v mesto silovito izbruhnile etnične napetosti med Hrvati in Srbi. Jugoslovanska vojska in srbske paravojaške skupine so mesto opustošile v urbanih bojih in uničevanju hrvaške lastnine.  Srbske paravojaške skupine so zagrešile grozodejstva proti Hrvatom, pri čemer so ubili več kot 200 ljudi in razselili druge civiliste, da bi se pridružili tistim, ki so pobegnili iz mesta ob poboju v Vukovarju. 

## Osamosvojitev Makedonije in Bosne in Hercegovine

### Bosna in Hercegovina
Glede na demografsko strukturo Bosne in Hercegovine, ki je obsegala mešano prebivalstvo z večino Bosanci in manjšino Srbov in Hrvatov, je bilo vprašljivo lastništvo velikih območij Bosne.

Od leta 1991 do 1992 so se razmere v večetnični Bosni in Hercegovini zaostrile. Parlament je bil etnično razdrobljen na večino bosanskih frakcij in manjšine srbskih in hrvaških frakcij. Leta 1991 je Radovan Karadžić, vodja največje srbske frakcije v parlamentu, Srbske demokratske stranke, resno in neposredno posvaril bosanski parlament, če bi se odločil za ločitev, z besedami:
»To, kar počneš, ni dobro. To je pot, po kateri želite v Bosno in Hercegovino, po isti avtocesti pekla in smrti, po kateri sta šli Slovenija in Hrvaška. Ne mislite, da Bosne in Hercegovine ne boste odpeljali v pekel in da je muslimanski narod v nevarnosti izumrtja. Ker se muslimanski narod ne more braniti, če je tukaj vojna."

(Radovan Karadžić, 14. oktober 1991) 
Medtem so se v zakulisju začela pogajanja med Miloševićem in Tuđmanom o razdelitvi Bosne in Hercegovine na ozemlja, ki bi ju upravljai Srbi in Hrvati, da bi se skušali izogniti vojni med bosanskimi Hrvati in Srbi. Bosanski Srbi so novembra 1991 izvedli referendum, ki je povzročil veliko večino glasov za ohranitev skupne države s Srbijo in Črno goro.
V javnosti so prodržavni mediji v Srbiji predlagali Bosancem, da bi Bosno in Hercegovino vključili v novo prostovoljno federacijo v okviru nove Jugoslavije, ki bo temeljila na demokratični vladi, vendar tega predloga bosanska vlada in Hercegovina nista jemala resno. 
9. januarja 1992 je skupščina bosanskih Srbov razglasila ločeno republiko srbskega naroda Bosne in Hercegovine, bodočo Republiko Srbsko, in nadaljevala z oblikovanjem državnih srbskih avtonomnih regij (SAR). To enostransko pobudo je vlada Bosne in Hercegovine razglasila za protiustavno. 
Referendum o neodvisnosti, ki ga je izvedla bosanska vlada, je potekal 29. februarja in 1. marca 1992. Po mnenju Zveznega ustavnega sodišča novoustanovljene vlade bosanskih Srbov je bil referendum razglašen v nasprotju z bosansko ustavo, saj so ga bosanski Srbi večinoma bojkotirali. Po uradnih rezultatih je bila volilna udeležba 63,4 % z 99,7 % volivcev za neodvisnost. 
Bosna in Hercegovina je razglasila neodvisnost 3. marca 1992 in prejela mednarodno priznanje naslednji mesec, 6. aprila 1992. Istega dne so se Srbi odzvali z razglasitvijo neodvisnosti Republike Srbske in napadom Sarajeva, kar je pomenilo začetek vojne v Bosni. Republika Bosna in Hercegovina je bila pozneje sprejeta kot država članica Združenih narodov 22. maja 1992.

### Makedonija
Na referendumu o osamosvojitvi Makedonije 8. septembra 1991 je 95,26 % glasovalo za neodvisnost, ki je bila razglašena 25. septembra 1991.
Petsto ameriških vojakov je bilo nato razporejenih pod zastavo Združenih narodov za nadzor severne meje med Makedonijo in Srbijo. Vendar beograjske oblasti niso posredovale, da bi preprečile odhod Makedonije, niti niso protestirale ali ukrepale proti prihodu vojakov ZN, kar kaže, da bi Beograd, ko je aprila 1992 ustanovil svojo novo državo, Zvezno republiko Jugoslavijo, priznal republiko Makedonije za razvoj diplomatskih odnosov. Zaradi tega je Makedonija postala edina nekdanja republika, ki je pridobila suverenost, ne da bi se upirala jugoslovanskim oblastem in vojski. 
Poleg tega je prvi predsednik Makedonije Kiro Gligorov ohranjal dobre odnose z Beogradom in drugimi nekdanjimi republikami. Med makedonsko in srbsko mejno policijo ni bilo težav. 

## Mednarodno priznanje razpada
Novembra 1991 je Arbitražna komisija Mirovne konference o Jugoslaviji, ki jo je vodil Robert Badinter, na zahtevo Lorda Carringtona sklenila, da je SFR Jugoslavija v resnici v procesu razpada in da je srbsko prebivalstvo na Hrvaškem in v Bosni ni imel pravice do samoodločbe v obliki novih držav, poleg tega so morale biti meje med republikami priznane kot mednarodne meje. Po konfliktu je Varnostni svet Združenih narodov 27. novembra 1991 soglasno sprejel resolucijo Varnostnega sveta Združenih narodov 721, ki je utrla pot za vzpostavitev mirovnih operacij v Jugoslaviji.
Januarja 1992 sta Hrvaška in Jugoslavija pod nadzorom Združenih narodov podpisali premirje, nadaljevala pa so se pogajanja med srbskimi in hrvaškimi voditelji o delitvi Bosne in Hercegovine.
15. januarja 1992 je mednarodna skupnost priznala neodvisnost Slovenije in Hrvaške. Slovenija, Hrvaška in Bosna in Hercegovina so bile pozneje sprejete kot države članice Združenih narodov, 22. maja 1992. Makedonija je bila sprejeta kot država članica Združenih narodov 8. aprila 1993, ki so jo odobrile članice Združenih narodov, dalj čas od ostalih zaradi nasprotovanja Grčije.
Leta 1999 je Nemška socialdemokratska stranka v svojem govoru 1. maja Oskar Lafontaine kritizirala vlogo Nemčije pri razpadu Jugoslavije z njenim zgodnjim priznanjem neodvisnosti republik.
Nekateri opazovalci so trdili, da je razpad jugoslovanske države kršil načela sistema po hladni vojni, zapisanih v Organizaciji za varnost in sodelovanje v Evropi (KVSE/OVSE) in Pariški pogodbi iz leta 1990. V Evropi ne bi smeli biti spremenjeni. Nekateri opazovalci, kot je Peter Gowan, so trdili, da bi se razpadu in kasnejšemu konfliktu izognili, če bi bile zahodne države bolj odločne pri uveljavljanju notranjih dogovorov med vsemi stranmi, a na koncu "teh načel v primeru Jugoslavije niso bile pripravljene uveljaviti, ker je bila Nemčija proti, medtem ko druge države za to niso imele nobenega strateškega interesa." Gowan trdi tudi, da bi bila razpad" mogoč brez veliko prelivanja krvi, če bi bila določena jasna merila za zagotavljanje varnosti za vse glavne prisotne etnične skupine na jugoslovanskem ozemlju«.
Marca 1992, med osamosvojitveno kampanjo Bosne in Hercegovine, je politik in bodoči predsednik Bosne in Hercegovine Alija Izetbegović dosegel posredniški sporazum z Bosno in bosanskimi Srbi o konfederalni pogodbi treh kantonov. Toda po poročanju New York Timesa ga je ameriška vlada pozvala, naj se odloči za enotno, suvereno in neodvisno državo. To je povečalo verjetnost grozljive državljanske vojne, v kateri so tako bosanski Hrvati kot bosanski Srbi pridobili podporo svojih držav. 

## Posledice v Srbiji in Črni gori
Izkazalo se je, da je bila osamosvojitev Bosne in Hercegovine zadnji udarec za Panjugoslovansko socialistično republiko Jugoslavijo. 28. aprila 1992 je bila ustanovljena Zvezna republika Jugoslavija (ZRJ) pod prevlado Srbov kot neodvisna država, sestavljena le iz nekdanjih socialističnih republik Srbije in Črne gore. V ZRJ so na oblasti ostali Slobodan Milošević in njegovi politični zavezniki. Njegova vlada je zahtevala kontinuiteto s staro državo, vendar jo mednarodna skupnost kot tako ni hotela priznati. Stališče mednarodne skupnosti je bilo, da se je Jugoslavija razpadla na ločene države. Zvezna republika Jugoslavija je bila z resolucijo Združenih narodov z dne 22. septembra 1992 opozorjena, da ne more več zasedati sedeža Združenih narodov kot države naslednice Zvezne socialistične republike Jugoslavije. To vprašanje je bilo pomembno za mednarodne premoženjske zahtevke RSFJ, vključno z veleposlaništvi v mnogih državah. ZRJ ni opustila svoje trditve o kontinuiteti iz RSFJ do leta 1996. 
Vojna v zahodnih delih nekdanje Jugoslavije se je končala leta 1995 z mirovnimi pogajanji pod vodstvom ZDA v Daytonu v Ohiu, ki so privedle do Daytonskega sporazuma. Pet let po razpadu in koncu jugoslovanskih vojn so vse te posledice privedle do bojkota in embarga, kar je povzročilo propad gospodarstva. Vojna na Kosovu se je začela leta 1996 in se je končala z Natovim bombardiranjem Jugoslavije leta 1999, Slobodan Milošević pa je bil odstavljen leta 2000, ko je bil strmoglavljen njegov režim. 
4. februarja 2003 se je ZR Jugoslavija preimenovala v Državno skupnost Srbije in Črne gore. Državna skupnost Srbija in Črna gora je bila sama po sebi nestabilna in je na koncu razpadla leta 2006, ko je na referendumu 21. maja 2006 neodvisnost Črne gore podprlo 55,5 % volivcev in je bila neodvisnost razglašena 3. junija 2006. Srbija je podedovala Članstvo državne skupnosti v ZN.
Od kosovske vojne so Kosovo upravljali Združeni narodi, medtem ko je ostalo nominalno del Srbije. Vendar je Kosovo 17. februarja 2008 razglasilo neodvisnost od Srbije kot Republika Kosovo. ZDA, Združeno kraljestvo in velik del EU so to priznali kot dejanje samoodločbe, pri čemer so ZDA poslale ljudi na pomoč Kosovu. Po drugi strani pa Srbija in nekatere mednarodne skupnosti, predvsem Rusija, Španija in Kitajska, niso priznale razglasitve neodvisnosti Kosova. Od julija 2015 je Kosovo priznano kot neodvisna država z navadno večino mednarodne skupnosti (56 % držav članic ZN).